# Señorío de Tlaltenango
El señorío de Tlaltenango (nahuatl:Tlaltenanpan tlahtocayotl, caxcan: Taltenapan taxtucayul) fue un estado mesoamericano independiente con capital en la ciudad del mismo nombre. Colindaba, al sur y este, con el señorío de Juchipila; al noroeste, con el señorío de Colotlan; y, al norte, con Tlacuitlapán. Étnicamente se componía principalmente de integrantes de la etnia caxcán, aunque también vivían algunas familias de zacatecos y tepecanos. 

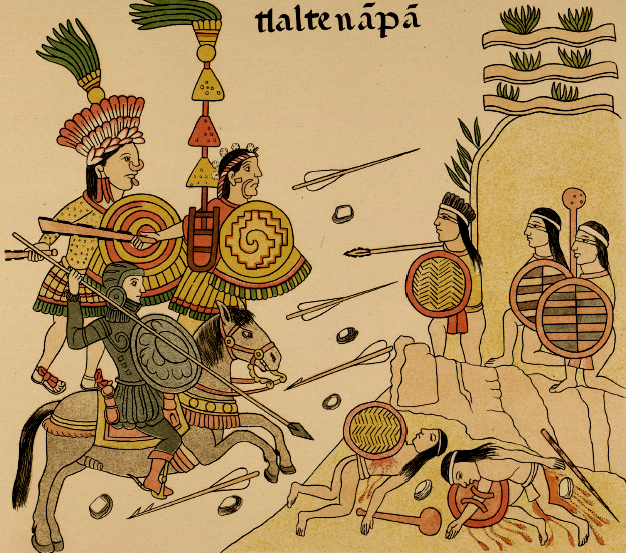
Conquista de Tlaltenanpan, Lienzo de Tlaxcala.

Fue fundado alrededor del siglo IX o antes, probablemente como aldea dependiente al señorío que encabezó alguna vez La Quemada; este señorío probablemente dispersó grupos de colonos cazadores y agricultores a lo largo del valle de Tlaltenango, sin embargo, ya estaba poblado en ese entonces por grupos de recolectores seminómadas. Durante el siglo X se produjeron una serie de rebeliones contra la nobleza tipo teohtihuacana que gobernaba en La Quemada y esta ciudad es asediada e incendiada, es en esta ocasión cuando Tlaltenango obtiene su independencia. Posteriormente Tlaltenango entra en un periodo de estabilidad que corresponde con el periodo posclásico mesoamericano, en este periodo comienzan las incursiones de parte del reino de Xochipilla quien domina varias aldeas al sur del valle, como es el caso de Tepechitlan.
Los españoles llegan al lugar durante el periodo conocido como Guerra del Mixtón, quienes fundan sobre las ruinas de la antigua ciudad de Tlaltenanpan la actual ciudad de Tlaltenango.
Una peculiaridad del señorío de Tlaltenango fue la diarquia imperante en el sistema administrativo, por un lado la cihuatzin o cihuatlatoani que era la encargada de ejecutar y administrar las leyes, diplomacia y economía, y por el otro el tlatoani, quien administraba el ejército y la defensa. No necesariamente el tlatoani tenía que ser esposo de la matriarca para cumplir su cargo y viceversa. Sin embargo las decisiones del tlatoani dependían de la monarca por lo que existía un régimen matriarcal.

## Historia
En 1530 el conquistador Nuño de Guzmán apoyado por un ejército numeroso de tlaxcaltecas salieron de Michoacán y conquistaron Xiconehcan (Llamado Apulco por los tlaxcaltecas), luego derrotaron a los caxcanes de Xochipilla, posteriormente giraron hacia el sur conquistando el reino de los tezoles y Tonalá.
A finales del mismo año terminando una invasión a Xonacatla, un ejército numeroso llegó a Tlaltenango derrotando a sus defensores y poniendo este señorío bajo el dominio hispano.
En los diez años siguientes llegaron misioneros y se estableció el sistema de Republicas de Indios, imponiendo encomenderos. Posteriormente en 1541 estalla la llamada Guerra del Mixton, donde caxcanes y zacatecos se rebelan contra el sistema establecido. Al ser sofocada la rebelión la población caxcana disminuye dramáticamente.